# Uvaricina
La Uvaricina es un ácido graso que presenta una lactona furanoide. Fue aislada en 1982 de las raíces de la planta anonácea Uvaria accuminata. La uvaricina fue el primero de una serie de compuestos denominados acetogeninas con una potente actividad anticancerígena. Las acetogeninas, las cuales se encuentran en plantas de la familia de las anonáceas, producen la muerte a células por inhibición de la enzima NADH deshidrogenasa en la mitocondria. Se ha reportado un método de síntesis para la uvaricina en 1998, y una síntesis estereoselectiva fue publicada en 2001.